# دنيال بانكو
دنيال بانكو (بالرومانية: Daniel Pancu)‏ (17 أغسطس 1977 بياش في رومانيا - ) هو لاعب كرة قدم روماني في مركز الوسط. شارك مع منتخب رومانيا تحت 21 سنة لكرة القدم ومنتخب رومانيا لكرة القدم. أما مع النوادي، فقد لعب مع بورصا سبور وتيريك غروزني ورابيد بوخارست وسسكا صوفيا ونادي بشكتاش ونادي تشيزينا ونادي فاسلوي ونادي فولنتاري وبوليتنيكا ياشي.

## روابط خارجية
- دنيال بانكو على موقع الاتحاد الأوربي (الإنجليزية)
- دنيال بانكو على موقع اتحاد تركيا (لاعب) (الإنجليزية)
- دنيال بانكو على موقع قاعدة بيانات كرة القدم.إي يو (الإنجليزية)
- دنيال بانكو على موقع ناشيونال فوتبول تيمز (الإنجليزية)
- دنيال بانكو على موقع Soccerway.com (الإنجليزية)
- دنيال بانكو على موقع عالم كرة القدم.نت (الإنجليزية)